# Michael Hadschieff
Michael Florian Hadschieff (* 5. října 1963 Innsbruck, Tyrolsko) je bývalý rakouský rychlobruslař.
V letech 1981 a 1982 se zúčastnil juniorských světových šampionátů, roku 1983 debutoval na seniorském Mistrovství světa ve víceboji. Startoval na Zimních olympijských hrách 1984, kde se nejlépe umístil na pátém místě na trati 10 000 m a na třinácté příčce na poloviční distanci (další výsledky: 500 m – 32. místo, 1000 m – 22. místo, 1500 m – 20. místo). O rok později byl pátý na světovém vícebojařském šampionátu, v roce 1986 skončil šestý. Na podzim 1985 se poprvé představil v závodech Světového poháru, hned v prvním ročníku vyhrál celkové hodnocení na tratích 1500 m, což se mu podařilo také v sezóně 1988/1989. Roku 1987 získal stříbrnou medaili na Mistrovství Evropy a bronzovou medaili na Mistrovství světa ve víceboji. Následující rok byl na obou šampionátech shodně čtvrtý, cenné kovy však vybojoval na zimní olympiádě 1988 – stříbro v závodě na 10 km a bronz na patnáctistovce. Dále se umístil na 26. místě ve sprintu na 500 m, byl šestý na kilometru a pátý na pětikilometrové trati. V dalších letech bylo jeho nejlepším výsledkem šesté místo na kontinentálním šampionátu 1990. Zúčastnil se také ZOH 1992 (1000 m – 24. místo, 1500 m – 14. místo, 5000 m – 10. místo, 10 000 m – 6. místo) a 1994 (1500 m – 17. místo, 5000 m a 10 000 m – 9. místo). Po sezóně 1993/1994 ukončil sportovní kariéru.